# Phnom Aural
Phnom Aural là đỉnh cao nhất tại Campuchia. Đỉnh đạt cao độ 1.813 mét (các nguồn khác dao động từ 1.771 và 1.667 mét). 
Đỉnh nằm ở phần phía đông của Phnom Kravanh (Dãy núi Bạch đầu khấu). Khu bảo tồn động vật hoang dã Phnom Aural đã được hình thành nhằm bảo vệ sự đa dạng sinh học của dãy núi.
Đỉnh núi thuộc địa bàn huyện Aoral, tỉnh Kampong Speu.